# Гавриловка (Бузулукский район)
Гавриловка — деревня в Бузулукском районе Оренбургской области. Входит в состав сельского поселения Державинский сельсовет.

## География
Расположено на правом берегу реки Кутулук (приток Большого Кинеля), в 1,5 км к северо-западу от села Державино.

## История
Основана в 1781 году Г. Р. Державиным, названа в честь самого Державина. В период расцвета в деревне было до 320 дворов, дома тянулись улицей почти на 3 км. В 60-е годы 20 века оставалось около 130 дворов, были клуб, школа, магазин, ферма, тракторный отряд. Окончательно распадаться деревня стала после закрытия школы..

## Население
| 2003 | 2010 |
| ---- | ---- |
| 38   | ↘22  |

Национальный состав
По данным Всероссийской переписи населения 2010 года:
| № | Национальность | Численность, чел. | Доля  |
| - | -------------- | ----------------- | ----- |
| 1 | русские        | 22                | 100 % |